# ویرینگرورف
ویرینگرورف (به هلندی: Wieringerwerf) یک منطقهٔ مسکونی در هلند است که در هولاندس کرون واقع شده‌است. ویرینگرورف ۵٬۵۷۷ نفر جمعیت دارد.